# Arquidiocese de Honiara
A Arquidiocese de Honiara (Archidiœcesis Honiarana) é a arquidiocese metropolitana das Ilhas Salomão. Foi erguida em 1978. Suas dioceses sufragâneas são Auki e Gizo. A Sé Holy Cross Cathedral em Honiara foi construída entre os anos de 1975 e 1978.

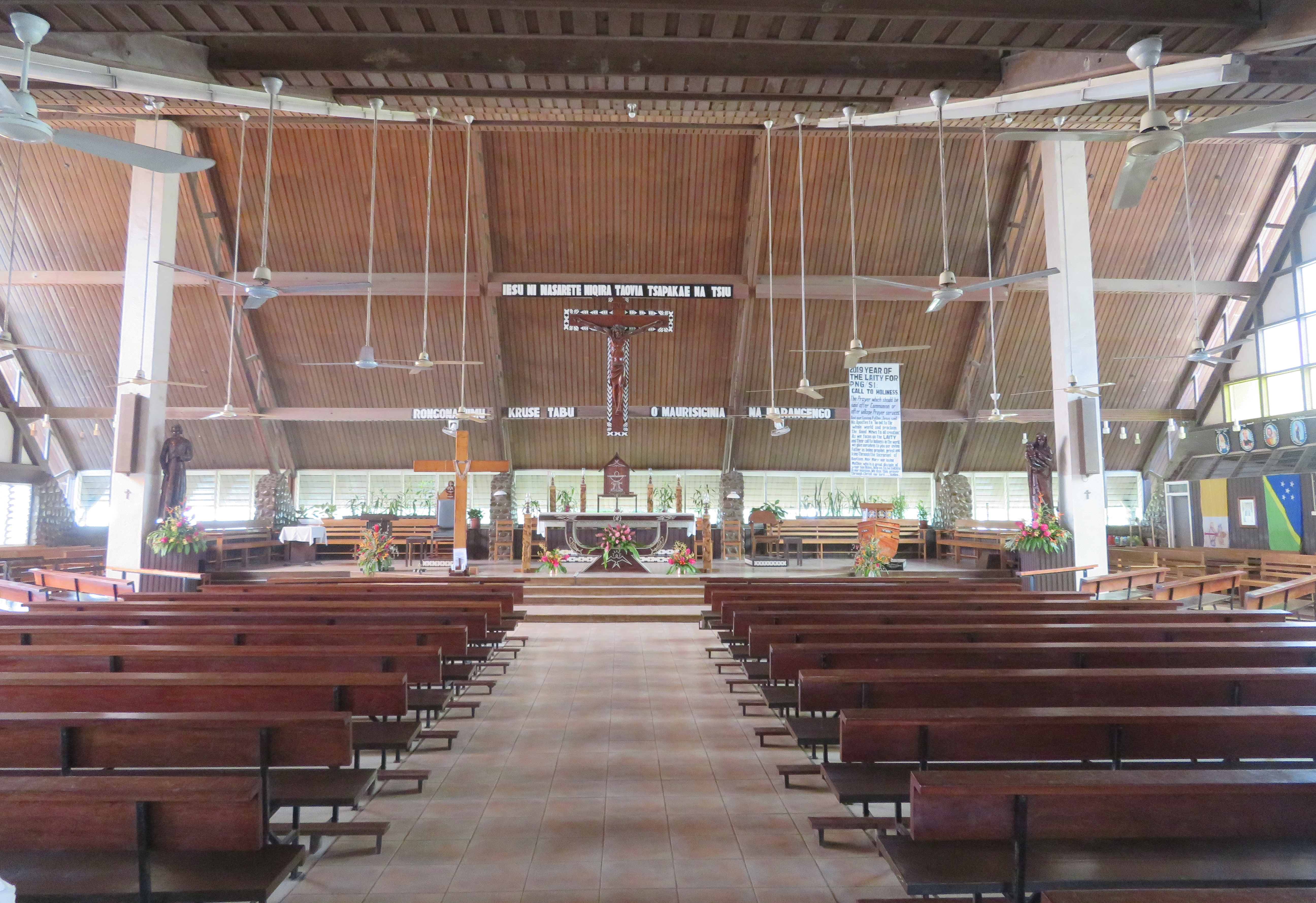
Holy Cross Cathedral em Honiara

## História
Os primeiros cristãos a chegar às Ilhas Salomão eram espanhóis. O explorador Álavaro de Mendaña de Neyra chegou à Ilha de Santa Isabel em 9 de fevereiro de 1568 e reivindicou o território para a Espanha. Como 1568 foi mil anos depois de Venantius Fortunatus, bispo de Poitiers, ter composto o grande hino à santa cruz, Vexilla Regis, os exploradores ergueram uma cruz na Ilha de Santa Isabel - a devoção dos exploradores perdura no patrocínio da Santa Cruz da atual catedral. A primeira missa no Pacífico Sul foi celebrada por um missionário franciscano que viajou com Mendaña. O explorador retornou às ilhas em 1595, mas não conseguiu estabelecer uma colônia bem-sucedida e os espanhóis partiram definitivamente para o Peru.
Os maristas franceses foram enviados em 1837 para o Pacífico Sul por seu fundador, Jean-Claude Colin, por insistência do Papa Gregório XVI. O primeiro bispo na Melanésia, o bispo Jean-Baptiste Épalle, foi mortalmente ferido três dias após sua chegada a San Cristobal, após se recusar a presentear seu anel episcopal a uma tribo hostil. Pouco depois do assassinato do bispo Épalle, os padres maristas estabeleceram a primeira estação missionária na Baía de Makira. Lá, o padre Verguet aprendeu a língua local, o kahua, e escreveu um catecismo básico para os moradores locais. O novo bispo, Jean George Collomb, decidiu deixar San Cristobal pelas mortes de três padres devido à malária e estabelecer a missão em Woodlark.
Foi o Papa Leão XIII que estabeleceu a primeira estrutura de nível diocesano nas Ilhas Salomão. Sua bula datada de 27 de julho de 1897 erigiu a Prefeitura Apostólica das Ilhas Salomão Britânicas, dividindo-a do Vicariato Apostólico da Nova Pomerânia, conforme solicitado anteriormente por seu bispo, Louis Couppé. O primeiro e único Prefeito Apostólico das Ilhas Salomão Britânicas foi o missionário marista francês, bispo Julien Vidal, SM, bispo titular de Abydus e vigário apostólico da Ilha Fiji. Vidal renunciou em 1903, para providenciar a promoção da entidade a um vicariato apostólico sob o nome de Vicariato Apostólico das Ilhas Salomão do Sul, com outro marista como bispo, Jean-Ephrem Bertreux. O Vicariato Apostólico foi posteriormente estabelecido como uma diocese em 1966, e como uma arquidiocese metropolitana com sufragânea Gizo em 1978.
O Papa João Paulo II, que havia erigido a Província de Honiara em 1978, fez uma visita pastoral à Arquidiocese em 9 de maio de 1984.

## Líderes
|                | Nome                              | Período    | Notas                             |
| Arcebispos     | Arcebispos                        | Arcebispos | Arcebispos                        |
| -------------- | --------------------------------- | ---------- | --------------------------------- |
| 3º             | Christopher Michael Cardone, O.P. | 2016–      | Atual                             |
| 2º             | Adrian Thomas Smith, S.M.         | 1984–2016  |                                   |
| 1º             | Daniel Willem Stuyvenberg, S.M.   | 1978–1984  |                                   |
| Bispo          |                                   |            |                                   |
| 5º             | Daniel Willem Stuyvenberg, S.M.   | 1958–1978  |                                   |
| 4º             | Jean-Marie Aubin, S.M.            | 1935–1958  |                                   |
| 3º             | Louis-Marie Raucaz, S.M.          | 1920–1934  |                                   |
| 2º             | Jean-Ephrem Bertreux, S.M.        | 1912–1919  |                                   |
| 1º             | Julien Vidal, S.M.                | 1897–1903  |                                   |
| Bispo-auxiliar |                                   |            |                                   |
|                | John Doaninoel, S.M.              | 2011-2018  |                                   |
|                | Adrian Thomas Smith, S.M.         | 1983–1984  | Elevado a Arcebispo               |
|                | Peter Kurongku                    | 1978-1981  | Nomeado Arcebispo de Port Moresby |